# 大阪市立生江小学校
大阪市立生江小学校（おおさかしりつ いくえしょうがっこう）は、大阪府大阪市旭区にある公立小学校。

## 沿革
大阪市城北国民学校（現在の大阪市立城北小学校）から分離し、1942年に大阪市生江国民学校として開校した。
太平洋戦争の戦局悪化に伴い1944年以降、大阪市を含む大都市の国民学校初等科児童に対して学童疎開の指示が出され、縁故に頼らない児童は学校単位での集団疎開を実施することになった。大阪市では行政区単位で疎開先の府県が指定され、旭区の国民学校は大阪府北河内郡（一部学校は三島郡）が疎開先となった。
生江国民学校では当初、北河内郡庭窪村（現在の守口市）への疎開が割り当てられ、来迎寺などを宿舎とした。しかし空襲の激化により庭窪村も危険だとして、島根県邑智郡矢上村・中野村・井原村（いずれものち石見町、現在は邑南町）へ再疎開することになった。
1947年の学制改革により、大阪市立生江小学校に改称している。

### 年表
- 1942年4月1日 - 大阪市生江国民学校として創立。
- 1944年9月 - 学童疎開を実施。
- 1947年 - 学制改革に伴い、大阪市立生江小学校と改称。
- 1950年9月 - ジェーン台風で校舎大破。
- 1964年9月 - 「全日本よい歯の学校」として表彰される。
- 1970年 - 学校施設整備のマスタープランを策定。

## 通学区域
- 大阪市旭区 生江1丁目-3丁目。卒業生は大阪市立大宮中学校へ進学する。

## 交通
- 京阪本線 森小路駅　西へ約1.4km。
- 大阪シティバス 旭警察署前バス停、または生江1丁目バス停。